# McGrath (Minnesota)
McGrath é uma cidade localizada no estado americano de Minnesota, no Condado de Aitkin.

## Demografia
Segundo o censo americano de 2000, a sua população era de 65 habitantes.
Em 2006, foi estimada uma população de 66, um aumento de 1 (1.5%).

## Geografia
De acordo com o United States Census Bureau tem uma área de
1,0 km², dos quais 1,0 km² cobertos por terra e 0,0 km² cobertos por água.

## Localidades na vizinhança
O diagrama seguinte representa as localidades num raio de 32 km ao redor de McGrath.